# Chris Stein
Christopher Stein (Brooklyn, Nueva York, 5 de enero de 1950) es un músico, compositor, productor cinematográfico y fotógrafo estadounidense, reconocido principalmente por ser uno de los fundadores de la banda de punk y new wave Blondie.
Fue el productor de la película clásica sobre hip hop Wild Style y el compositor de la banda sonora de la película Union City. Además es un reconocido fotógrafo, habiendo captado miles de imágenes que documentan la escena de la música punk de la ciudad de Nueva York y el atractivo visual de Debbie Harry y Blondie. También registró colaboraciones en fotografía con reconocidos artistas como Andy Warhol y H.R. Giger. Gran parte de su trabajo fue publicado en 2014 en el libro Chris Stein Negative: Me, Blondie, and the Advent of Punk.

## Plano personal
Mientras fue músico de Blondie, Stein y la cantante Debbie Harry tuvieron una relación sentimental, pero decidieron no casarse ni tener hijos. En 1989 la pareja se separó pero siguieron trabajando juntos musicalmente. En 1999 Stein se casó con la actriz Barbara Sicuranza y tuvo dos hijas, Akira y Valentina.